# U-Bahnhof Lumiar

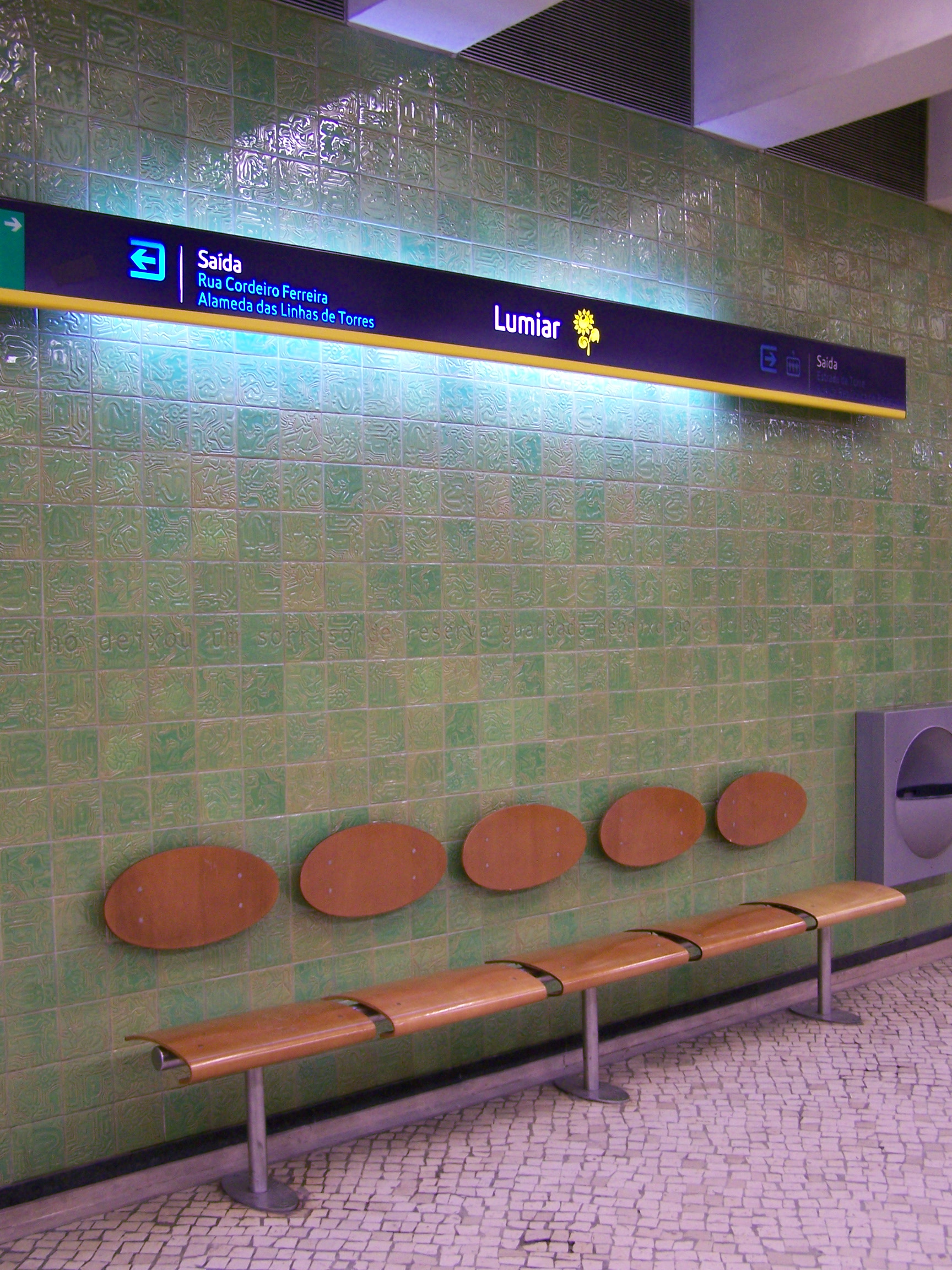
Sitzbankreihe im U-Bahnhof Lumiar

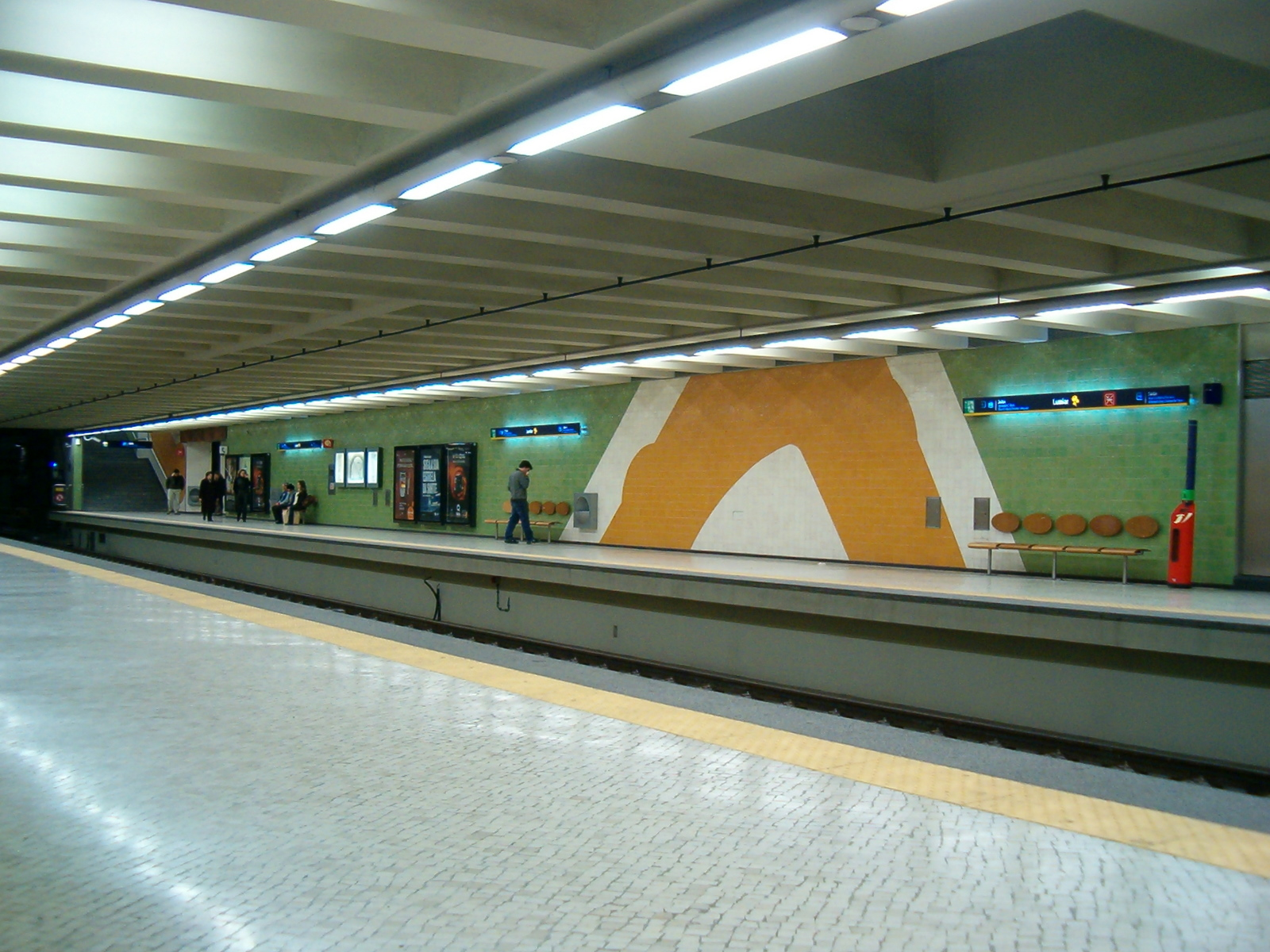
Blick auf die beiden Seitenbahnsteige des Bahnhofes

Lumiar ist ein U-Bahnhof der Linha Amarela der Metro Lissabon, des U-Bahn-Netzes der portugiesischen Hauptstadt. Der Bahnhof befindet sich quer zur Straße Estrada da Torre im Zentrum der Lissabonner Stadtgemeinde Lumiar. Die Nachbarbahnhöfe sind Quinta das Conchas und Ameixoeira; der Bahnhof ging am 27. März 2004 in Betrieb.

## Geschichte
Der U-Bahnhof Lumiar gehört zum jüngsten Abschnitt der Linha Amarela zwischen Campo Grande und Odivelas, die im Jahr 2004 eröffnet wurde. Damit erhielt der größte Bezirk Lissabons, Lumiar, eine Schienenanbindung, war er doch zuvor nur per Bus zu erreichen.
Für den Entwurf des Bahnhofs zeichnete Dinis Gomes verantwortlich, dessen Wirken bei vielen Lissabonner U-Bahnhöfen zu sehen ist. Der U-Bahnhof nach Lissabonner Standard ist bautechnisch dem Nachbarbahnhof Quinta das Conchas sehr ähnlich; er besitzt zwei 105 Meter lange Seitenbahnsteige sowie ein von Norden bis Süden durchgängiges Zwischengeschoss. Der nördliche Ausgang gilt als Hauptausgang, führt er doch zur lokalen Markthalle sowie zur Junta de Freguesia, vergleichbar mit einer Bezirksverwaltung.
Die für die künstlerische Ausgestaltung verantwortlichen Architekten António Moutinho, Marta Lima und Susete Rebelo wollten dem U-Bahnhof als sonst nüchternes Bauwerk „eine Art Haut geben, die atmet und organisch wirkt“. Aus diesem Grund verwendeten die drei die zwar in Lissabon sehr gebräuchlichen Azulejos, nutzten aber braune, beige und dunkelgrüne Farbtöne. Außerdem erhielten die Fliesen eine Oberflächenstruktur, die sich ähnlich wie Baumrinde anfühlen soll.
Seit der Eröffnung des Bahnhofes am 27. März 2004 gab es keine wesentlichen Veränderungen mehr.

## Verlauf
Am U-Bahnhof bestehen Umsteigemöglichkeiten zu den Buslinien der Carris.
| Linie | Verlauf |
| ----- | --- |
|       | Odivelas – Senhor Roubado – Ameixoeira – Lumiar – Quinta das Conchas – Campo Grande – Cidade Universitária – Entre Campos – Campo Pequeno – Saldanha – Picoas – Marquês de Pombal – Rato |